# José Emilio Amavisca
José Emilio Amavisca Gárate (Laredo, 19 juni 1971) is een voormalig Spaans voetballer. Amavisca speelde het vaakst als linksbuiten en werd vooral bekend voor zijn periode bij Real Madrid, waarmee hij in 1998 de Champions League won. Verder speelde hij ook 15 interlands voor Spanje, waarmee hij deelnam aan het EK 1996. In 1995 werd hij bekroond met de Premio Don Balón.

## Clubcarrière
Amavisca startte zijn profcarrière bij Real Valladolid, dat hem in het seizoen 1991/92 uitleende aan tweedeklasser UE Lleida. Valladolid speelde op dat moment ook in tweede klasse, maar in 1993 promoveerde Amavisca met Valladolid naar de Primera División.
In 1994 versierde hij een transfer naar Real Madrid. Trainer Jorge Valdano zag hem oorspronkelijk als back-up voor Iván Zamorano, maar Amavisca kwam toch nog redelijk veel aan spelen toe en veroverde op het einde van het seizoen de landstitel met Real Madrid. Ook de volgende seizoenen kwam hij veel aan spelen toe en won hij met de Koninklijke een tweede landstitel, de Champions League, de Wereldbeker voetbal en twee keer de Spaanse Supercup.
Na de komst van Guus Hiddink als trainer van Real Madrid verging het Amavisca minder goed. De Spanjaard koos in januari 1999 dan ook voor een verhuis naar Racing Santander, waar hij zich meteen opnieuw in de basis knokte. Amavisca kon echter niet voorkomen dat de Galicische club in 2001 naar de Segunda División A zakte.
Amavisca koos echter voor een verlengd verblijf in de Primera División en tekende in de zomer van 2001 voor Deportivo La Coruña. In zijn eerste seizoen eindigde hij tweede met Deportivo en speelt hij 28 wedstrijden, maar de volgende twee seizoenen kreeg hij concurrentie van Albert Luque, waardoor hij minder aan spelen toekwam.
Uiteindelijk koos hij in 2004 voor een avontuur bij Espanyol Barcelona. Daar speelde hij amper één seizoen, want in 2005 stopte hij met voetballen.

## Interlandcarrière
Amavisca werd in 1992 geselecteerd om deel te nemen aan de Olympische Zomerspelen in Barcelona. Hij won een gouden medaille nadat Spanje in de finale met 3-2 won van Polen. Amavisca kreeg een basisplaats in de finale en werd in de 51e minuut vervangen door Mikel Lasa.
Twee jaar later werd Amavisca voor het eerst opgeroepen voor de Spaanse nationale ploeg. Hij speelde zijn eerste interland op 7 september 1994 tegen Cyprus in een kwalificatiewedstrijd voor het EK 1996.
Amavisca werd uiteindelijk geselecteerd voor dat EK. Hij kreeg speelminuten in alle wedstrijden van de groepsfase (tegen Bulgarije, Frankrijk en Roemenië). In de met strafschoppen verloren kwartfinale tegen Engeland kwam hij niet in actie.
Amavisca speelde 15 interlands voor Spanje, waarin hij 1 keer scoorde. Zijn laatste interland was op 11 oktober 1997 tegen de Faeröereilanden.

## Erelijst
Als speler
| Competitie                 |        |                  |        |        |
| Competitie                 | Aantal | Jaren            |        |        |
| Laredo                     | Laredo | Laredo           | Laredo | Laredo |
| -------------------------- | ------ | ---------------- | ------ | ------ |
| Tercera División           | 1x     | 1988/89          |        |        |
| Real Madrid                |        |                  |        |        |
| Primera División           | 2x     | 1994/95, 1996/97 |        |        |
| Supercopa de España        | 1x     | 1997             |        |        |
| UEFA Champions League      | 1x     | 1997/98          |        |        |
| Wereldbeker voor clubteams | 1x     | 1998             |        |        |
| Deportivo La Coruña        |        |                  |        |        |
| Copa del Rey               | 1x     | 2001/02          |        |        |
| Supercopa de España        | 1x     | 2002             |        |        |
| Spanje                     |        |                  |        |        |
| Olympische Zomerspelen     | 1x     | 1992             |        |        |

Individueel als speler
| Premio Don Balón | 1x | 1994/95 |

1 Cañizares ·
2 Ferrer ·
3 Lasa ·
4 Solozábal ·
5 Juanma ·
6 Villabona ·
7 Amavisca ·
8 Enrique ·
9 Guardiola ·
10 Abelardo ·
11 Manjarín ·
12 Paqui ·
13 Jiménez ·
14 Vidal ·
15 Soler ·
16 Miguel · 
17 Berges ·
18 Pinilla ·
19 Kiko ·
20 Alfonso ·
Coach: Miera
1 Zubizarreta  ·
2 López ·
3 Belsué ·
4 Alkorta ·
5 Abelardo ·
6 Hierro ·
7 Amavisca ·
8 Guerrero ·
9 Pizzi ·
10 Donato ·
11 Alfonso ·
12 Sergi Barjuán ·
13 Cañizares ·
14 Kiko ·
15 Caminero ·
16 Otero ·
17 Manjarín ·
18 Amor ·
19 Salinas ·
20 Nadal ·
21 Enrique ·
22 Molina ·
Coach: Clemente